# PNGOUT
PNGOUT — бесплатный оптимизатор PNG-изображений, разработанный Кеном Сильверманом. Работает в режиме командной строки. Программа применяет к изображениям сжатие без потерь, то есть качество изображения после сжатия точно такое же, как и до сжатия. По мнению автора, программа зачастую может дать на 5-10% лучшее сжатие, чем конкуренты.
PNGOUT также доступен как дополнение к бесплатному просмотрщику изображений IrfanView и может быть включён при сохранении файлов. Возможно редактирование различных параметров PNGOUT через диалоговое окно. Также доступна бесплатная оболочка под названием PNGGauntlet.
В 2006 году платная оболочка под названием PNGOUTWin была выпущена Ardfry Imaging — небольшой компанией, появившейся в 2005 году, сооснователем которой был сам Сильверман.

## Применение
PNGOUT в основном используется для уменьшения размера информации об изображении, содержащейся в IDAT-пакете. Этот блок сжимается с помощью алгоритма Deflate. Алгоритмы Deflate-кодирования могут различаться скоростью и уровнем сжатия. Специально для PNGOUT Кен Сильверман написал собственный Deflate-архиватор, работающий медленнее аналогов, но сильнее сжимающий данные. Кроме того, PNGOUT при необходимости автоматически уменьшает глубину цвета.